# Bonne Glacier
Bonne Glacier är en glaciär i Antarktis. Den ligger i Östantarktis. Nya Zeeland gör anspråk på området. Bonne Glacier ligger 814 meter över havet.
Terrängen runt Bonne Glacier är varierad, och sluttar norrut. Trakten är obefolkad. Det finns inga samhällen i närheten. 